# Kuvtjärnen (Östervallskogs socken, Värmland)
Kuvtjärnen är en sjö i Årjängs kommun i Värmland och ingår i Göta älvs huvudavrinningsområde.
Kuvtjärnen ligger i Brännan Natura 2000-område.